# Churi
Churi è una suddivisione dell'India, classificata come census town, di 25.075 abitanti, situata nel distretto di Ranchi, nello stato federato del Jharkhand. In base al numero di abitanti la città rientra nella classe III (da 20.000 a 49.999 persone).

## Geografia fisica
La città è situata a 23° 40' 59 N e 85° 02' 12 E.

## Società

### Evoluzione demografica
Al censimento del 2001 la popolazione di Churi assommava a 25.075 persone, delle quali 13.899 maschi e 11.176 femmine. I bambini di età inferiore o uguale ai sei anni assommavano a 3.637, dei quali 1.850 maschi e 1.787 femmine. Infine, coloro che erano in grado di saper almeno leggere e scrivere erano 16.589, dei quali 10.594 maschi e 5.995 femmine.